# Adenozyno-5′-difosforan
Adenozyno-5′-difosforan, ADP – organiczny związek chemiczny, nukleotyd złożony z rybozy, adeniny i dwóch grup fosforanowych. Jest częścią wielu koenzymów. Powstaje z ATP w wyniku przeniesienia jednej jego reszty fosforanowej na cząsteczkę, będącą jej akceptorem.
Może zostać ponownie przekształcony w ATP, dzięki fosforylacji oksydacyjnej lub wtórnie w glikolizie w cyklu Krebsa.